# Târnava Mică
Die Târnava Mică ['tɨrnava 'mikə] (deutsch die Kleine Kokel, früher auch der Kleine Kokel, ungarisch Kis-Küküllő) ist ein 196 Kilometer langer Quellfluss der Târnava in der Region Siebenbürgen in Rumänien. Er entspringt im Gurghiu-Gebirge bei 1190 Meter und vereinigt sich bei Blaj (Blasendorf) mit der Târnava Mare (Große Kokel) zur Târnava. Der Fluss hat (mit der Târnava) eine Länge von 219 Kilometern.